# Radvánszky György (nagybirtokos)
Radvánszky György (?, 1645. – Eperjes, 1687. április 18.) nagybirtokos felvidéki nemes, az evangélikusok egyik vezetője, az Eperjesi vésztörvényszék egyik vértanúja.

## Származása
A Radvánszky család Lengyelországból származik. Leszármazásukat egy Radvanus nevű személytől vezetik le, aki 1021-ben Lengyelország kancellárja volt és I. Boleszláv lengyel király kísérőjeként telepedett le Magyarországon.
A családi fészek Zólyom vármegyében található  Radványban volt. A Radvánszkyak egy erődített kastélyt építettek a 16. században és akkor hat környékbeli település tartozott hozzá. A mezőváros a Radvánszky család jóvoltából 1650-ben vásártartási jogot kapott, amit Györgynek sikerült elérnie I. Lipót királynál. A „radványi vásár” régebbről is ismert, kezdetének gyökerei 1309-ig nyúlnak vissza.

## Életrajza
Édesapja Radvánszky Ferencz alispán volt, édesanyja nemeskürti Bakó Fruzsina volt. Édesanyja már áldott állapotban volt, amikor apját az akkor dühöngő pestis járvány elragadta. Így György édesapja halála után utószülöttként jött a világra. Nevelő atyja Bory Mihály volt. Gyámfiát nemcsak atyai szeretettel nevelte, hanem birtokai egyrészével is megajándékozta. György tudománykedvelő is volt és birtokán virágzó gazdaságot alakított ki.
Radvánszky György felesége Máriássy Johanna Katalin volt. Házasságukból két gyermek született János és Katalin, Gerhard Györgyné.
Birtokaira vágyakozó ellenségei és irigyei folyamatosan támadták és igyekezték őt hamis vádakkal lejáratni. Először 1674-ben Szelepcsényi György érsek által kirendelt bíróság elé idézték. Az ok, ahogy abban a korban fogalmaztak a „cinkosság”  volt a megnevezése. A bíróság felmentő ítéletet hozott és őt szabadon bocsátották.
Három évvel később váratlanul elfogják és fiával Jánossal az Eperjesi vésztörvényszék előtt vonták felelősségre. Radvánszky György végig bízott ártatlanságában és a bírák könyörületességében. A Caraffa Antal által vezetett vértörvényszék hóhérai halálra kínozták. A fékevesztett gyűlöletre jellemző volt, hogy a már halottat fej- és jószágvesztésre ítélték, lefejezték és testét felnégyelték.
Megmenekült fia megvesztegette a hóhér feleségét 20 arannyal és így sikerült az apját méltó módon eltemettetni.